# Història eclesiàstica (Eusebi)
La Història eclesiàstica o Història de l'Església (en grec Ἐκκλησιαστικὴ ἱστορία) és un llibre escrit per Eusebi de Cesarea que abasta des dels començaments de l'Església fins al 324.
És sobretot una col·lecció valuosa de fets i documents dels inicis de l'Església, recollits amb un notable sentit crític. La seva intenció és apologètica, ja que es proposa presentar les llistes de bisbes de les seus principals, els testimonis de la tradició i els heretges, els càstigs de Déu als jueus, el martiri i la persecució dels primers cristians, seguit per la victòria de l'Església. La Història eclesiàstica va tenir un gran èxit i va ser un llibre molt conegut tant a Orient com a Occident. És una font prou bona, de les millors existents, per conèixer l'antiguitat dels cristians.
El contingut consisteix en:
- Llibre I: introducció detallada sobre Jesucrist
- Llibre II: la història de l'època apostòlica, des de la caiguda de Jerusalem fins a Tit
- Llibre III: l'època després de Trajà
- Llibres IV i V: el segle ii
- Llibres VI: el període de Septimi Sever a Deci
- Llibres VII i VIII: historial de les persecucions sota el regnat de Dioclecià
- Llibre IX: història de la victòria de Constantí sobrer Maxenci a Occident i sobre Maximí Daia a Orient
- Llibre X: el restabliment de les congregacions i la rebel·lió i conquesta de Licini.[1]